# Серболужицкий эпос
Серболужицкий эпос — эпос лужицких сербов.

## Сказания

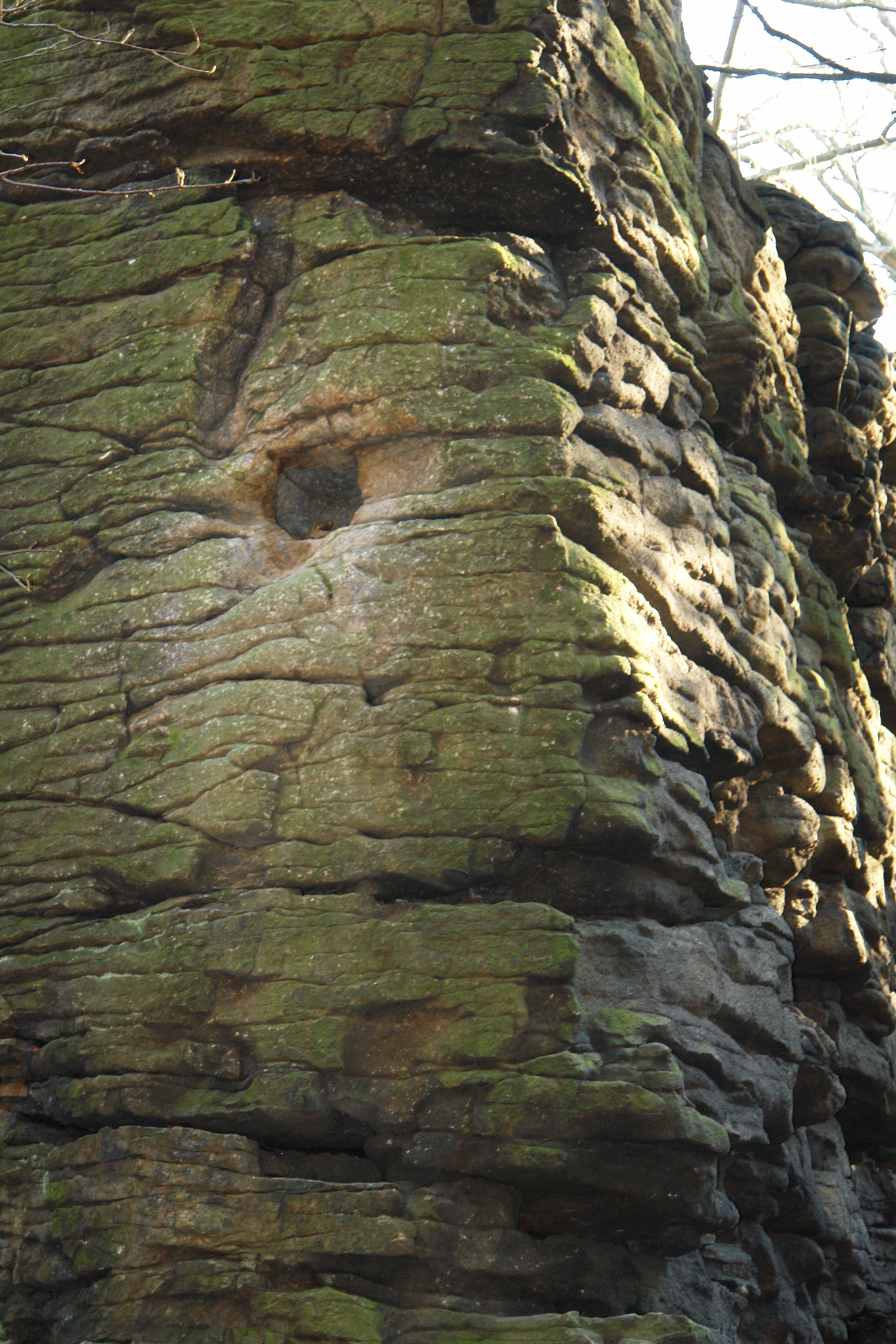
«Чёртово окно» на горе

Немецкий фольклорист Карл Хаупт (ум. 1882), автор двухтомного собрания серболужицких сказаний, называл сказания лужицких сербов «настоящим старинным золотом, просвечивающим сквозь ржавчину столетий». Хаупт разделил серболужицкие сказания на две большие группы: мифологические, которые, в свою очередь, делились по сюжетам: сказания о богах, о демонах, о призраках и приведениях, о чёрте, о сокровищах в земле, о чудесах и о волшебниках; и исторические, которые он разделил на героические и народные сказания, местные сказания, родовые предания о замках, легенды о монастырях Мариенштерн и Мариенталь. Современная фольклористика объединяет серболужицкие сказания по образам и сюжетам. Эти сказания можно разделить на три группы (Голионцева, 2008): мифологические, легендарно-исторические и историко-географические.
Мифологические сказания повествуют о природе с образами религиозных культов (сказания «Чернобог и Белобог», «Бог Швабус», «Дзивица, вендийская богиня охоты» и другие). О крестьянском труде повествуют сказания «Полудница у города Козель», «Людки около Хойерсверды» и другие. Социальной теме посвящены сказания «Прекрасный Георг и дочь Водяного», «Права Водяных на воду» и другие. Среди географических сказаний: сказание «О Великане Спревнике», которому якобы обязана своему появлению лужицкая река Шпрее. Широкое распространение получил образ Чёрта («Чёртово окно на горе Чернобог», «Чёртов камень возле Каменца»). В сказаниях на социальную тему чёрт выступает на стороне угнетённых крестьян.

### Исторические сказания

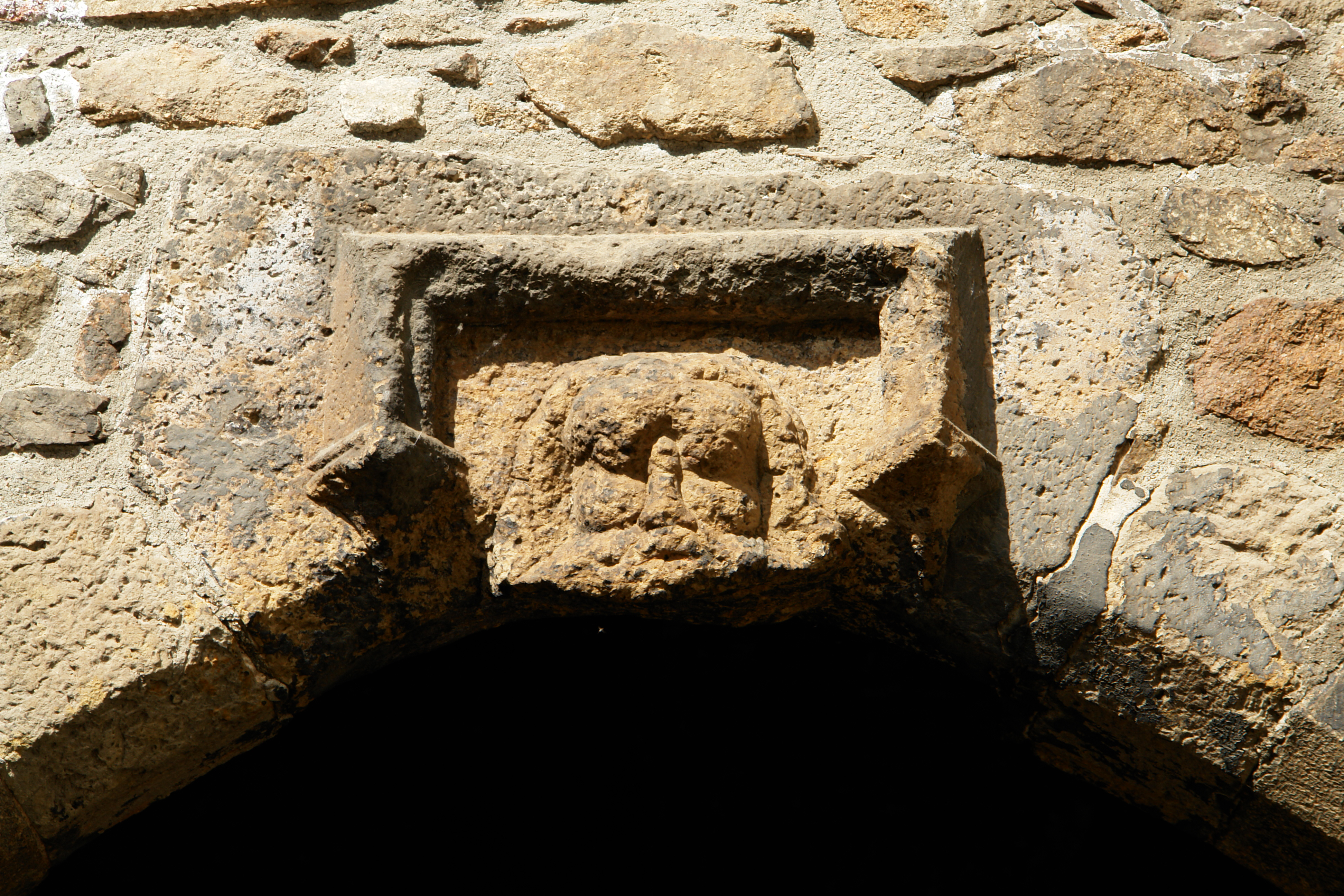
Рельеф головы Петера Прайшвица над воротами

Легендарно-исторические сказания повествуют о деяниях исторических личностей, в том числе вождей славянских племён, рыцарей, разбойников и юнкеров. Широкую популярность получило «Сказание о сербском короле в Шпреевальде», в котором безымянный сербский король в результате борьбы с немцами лишился своих земель и вынужден был бежать в болотистую местность Шпревальда, где построил себе крепость. Один из героев серболужицких сказаний — Петер Прайшвиц, служивший писарем в Баутцене. Когда город в 1429 году подвергся осаде гуситами, Петер вознамерился залить порох немцев водой, чтобы помочь «братьям». За этот план Прайшвиц был предан пыткам и подвергнут четвертованию. На главных воротах Баутцена в камне было запечатлено его лицо «для вечного позора». В памяти немцев Прайшвиц остался предателем, для лужицких сербов — «братом» Яна Гуса. Другой герой серболужицких сказаний — волшебник Крабат (от «кроат» — то есть хорват), за которым скрывается реальная личность — хорватский полковник Иоганн Шадовиц из Аграма (ум. 1704). В сказаниях Крабат помогает бедным стать счастливыми. Лужицкий прозаик Ю. Брезан (ум. 2006) написал на эту тему роман «Крабат, или Преображение мира».
В ряде сказаний отражена мечта лужицких сербов о предводителе, который мог бы повести людей на борьбу за национальное освобождение. Среди них — предание о князе Милидухе — национальном герое, погибшем в борьбе против франков. Другое сказание повествует о вероломном маркграфе Геро, убившем тридцать славянских князей. В сказании «Битва вендов на валу» (на Валленберге у Фишхайма) в решающей битве между немцами и славянами последние погибают. Их кости и могилы давно исчезли, но по ночам славянские воины оживают и продолжают сражение. Люди слышат крики и стоны, над горой появляется кровавое зарево, и народ говорит: «Венды сражаются вновь на Валленберге». В другом предании о гибели славян у Валленберга упоминается король Генрих, который перешёл Эльбу и вторгся на сербскую землю. Сказание «О семи королях на Дромберге» повествует о королях, которые собрались на горе (Любин или Сербин), чтобы принять решение о помощи народу вернуть себе свободу. Решившись на войну, все короли погибают в тяжёлой битве. Похороненные в горе, короли спят в ожидании того дня, когда их позовут на «последнюю битву» во имя освобождения народа.

## Эпические песни
- «Наши парни с войны едут» (нижнелужицкая эпическая песня)
- «Победы сербов» (верхнелужицкая песня)
- «Гандрияс и Райсерберг»